# Вращающееся магнитное поле

Векторная сумма (не изображенный вектор, соединяющий начало первого из складываемых векторов и конец третьего) трех магнитных полей, создаваемых тремя катушками статора (синие стрелки) есть вращающееся магнитное поле — вращающийся вектор постоянной длины. Ротор на картинке представляет собой постоянный электромагнит, вращающийся вслед за вращающимся магнитным полем, создаваемым статором (см. Синхронный двигатель).

Вращающееся магнитное поле. Обычно под вращающимся магнитным полем понимается магнитное поле, вектор магнитной индукции которого, не изменяясь по модулю, вращается с постоянной угловой скоростью.
Также вращающимися магнитными полями называют и магнитные поля вращающихся постоянных магнитов.
Существуют вращающиеся магнитные поля ось вращения которых не совпадает с их осью симметрии (например, магнитные поля звезд или планет).
Вращающееся магнитное поле создают, накладывая два или более разнонаправленных переменных, зависящих от времени по синусоидальному закону, магнитных поля одинаковой частоты, но сдвинутых друг относительно друга по фазе.
Вращающееся магнитное поле практически осуществлено независимо в 1888 году итальянским физиком Г. Феррарисом и сербским инженером Н. Тесла.

## Применение

### В электрических машинах и современных технологиях

Вращающееся магнитное поле в трёхфазном однополюсном синхронном электродвигателе. Направление поля показано чёрной стрелкой.

Применяется в синхронных и асинхронных машинах.
Разность фаз для двухфазных систем (два перпендикулярных ориентированных электромагнита) в однополюсных машинах должна составлять 90°, а для 3-фазных (три электромагнита, направленных в одной плоскости под углом 120° друг к другу) 120°.
В синхронных генераторах переменного тока ротор является либо постоянным магнитом, либо электромагнитом, питаемым постоянным током — током возбуждения. Вращающееся магнитное поле в таких машинах индуктирует в обмотках статора ЭДС, причём если машина однополюсная, то частота ЭДС равна частоте вращения ротора.
Вращающееся магнитное поле широко применяется  в современных технологиях, использующих его как для непосредственного воздействия на технологическую среду, так и для приведения в движение множества рабочих ферромагнитных частиц от нанометрового  до сантиметрового размерного диапазона . В круговом вращающемся магнитном поле годографом вектора индукции является окружность, в эллиптическом - эллипс. В  расточке индукторов технологических устройств, генерирующих вращающееся магнитное поле , годограф всегда носит эллиптический характер, но в основных рабочих областях  эксцентриситет эллипса может быть незначителен и тогда характер поля приближается к круговому. Впрочем, иногда, в качестве основных рабочих областей используют области с большим эксцентриситетом эллипса.Аналитическая модель силового воздействия кругового вращающегося магнитного поля на магнитную частицу в  цилиндрических электрических индукторах с различным числом магнитных полюсов рассмотрена в работе. Недавно был предложен способ и приведены примеры быстрых оценочных инженерных расчетов характеристик эллиптических вращающихся магнитных полей различных цилиндрических индукторов с продольной обмоткой

### Другие применения

Схема тахометра, принцип действия которого основан на увлечении неферромагнитного металлического диска токами Фуко, порождаемыми вращающимся магнитным полем.
1 — шкала;
2 — неферромагнитный металлический диск;
3 — вращающийся постоянный магнит;
4 — указательная стрелка;
5 — пружина.

В тахометрах вращающийся постоянный магнит увлекает неферромагнитный металлический диск, вал которого снабжён пружиной, создающей противодействующий вращательный момент.
Счётчики электрической энергии, например, бытовые счётчики, работают по аналогичному принципу - увлечения проводящего неферромагнитного диска вращающимся магнитным полем, создаваемым обмотками тока потребления и напряжения сети.
Также вращающееся магнитное поле применяется в лабораторных мешалках жидкости.

## Патенты
- U.S. Patent 038 196 811, Tesla, «Electromagnetic motor».
- U.S. Patent 3 935 503, Ress, «Particle accelerator».